# Revista Brasileira de História da Ciência
A Revista Brasileira de História da Ciência (RBHC), é um periódico científico mantido pela Sociedade Brasileira de História da Ciência (SBHC), iniciado em 1985, cuja periodicidade é semestral. É arbitrado e indexado pela própria SBHC. A revista, publica uma gama de trabalhos em formatos diversos, tais como artigos, ensaios, resenhas de livros inéditos; transcrições e traduções comentadas de fontes primárias pouco acessíveis; depoimentos, debates e entrevistas. Sua atividade principal é a divulgação de trabalhos originais, inéditos e de qualidade na área de História da Ciência e da Tecnologia. A revista reconhece a importância de articulação entre os campos da Filosofia, Sociologia e Ensino de Ciências. São publicados trabalhos nas línguas português, inglês, francês e espanhol. Voltados a pessoas com atividades na área da pós-graduação em História da Ciência   e áreas fins. Possui oito seções, ocasionalmente publica dossiês temáticos. Na avaliação do Qualis da CAPES (2017-2020), a RBHC recebeu o conceito A4.
A RBHC é filiada à Associação Brasileira de Editores Científicos (ABEC).